# خوان إزيكييل غارسيا
إزيكييل إزيكييل غارسيا (بالإسبانية: Juan Ezequiel García)‏ (9 أكتوبر 1991 بلوماس دي ثامورا في الأرجنتين - ) هو لاعب كرة قدم أرجنتيني في مركز الوسط. لعب مع بانفيلد.

## حياته مهنية
لعب جارسيا مع بانفيلد بين عامي 2011 و 2015. ظهر لأول مرة على قائمة فريق بانفيلد في 30 نوفمبر 2011 ، كبديل في مباراة كوبا الأرجنتين ضد أتلتيكو بارانا
جاء ظهوره الاحترافي بعد أكثر من عام بقليل في فوز Primera B Nacional ضد Crucero del Norte.

## وصلات خارجية
- خوان إزيكييل غارسيا على موقع قاعدة بيانات كرة القدم.إي يو (الإنجليزية)
- خوان إزيكييل غارسيا على موقع Soccerway.com (الإنجليزية)